# Бульвар Кокуй
Бульва́р Коку́й — пешеходный бульвар в центре города Иваново, находящийся между площадью Революции и площадью Пушкина. Место проведения различных конкурсов, концертов и массовых гуляний.

## История
Первоначально на месте бульвара находился овраг, по дну которого тёк ручей Кокуй, впадающий в Уводь. В 1873 году иваново-вознесенский фабрикант Захар Кокушкин за свой счёт набрал землекопов и они за четыре года выстроили дамбу через ручей Кокуй. Она обошлась фабриканту в 8 тысяч рублей и была названа Кокушкинской.
Рядом с ручьём находилась Покровская гора, восьмиметровая вершина которой была срыта ещё во время строительства Дворца искусств на площади Пушкина. Современное здание Дворца искусств стоит как раз на том месте, где когда-то была Покровская гора, а также Покровский и Троицкий соборы, снесённые в 1931 году. (см. Храмы Иваново)
В конце 1980-х годов на месте оврага было решено сделать пешеходную улицу. Для этого ручей пустили через специально проложенную трубу, а овраг засыпали, после чего проложили асфальт и дали новой улице название «бульвар Кокуй».
С недавнего времени на бульваре Кокуй устанавливается главная городская новогодняя ёлка.

## Галерея

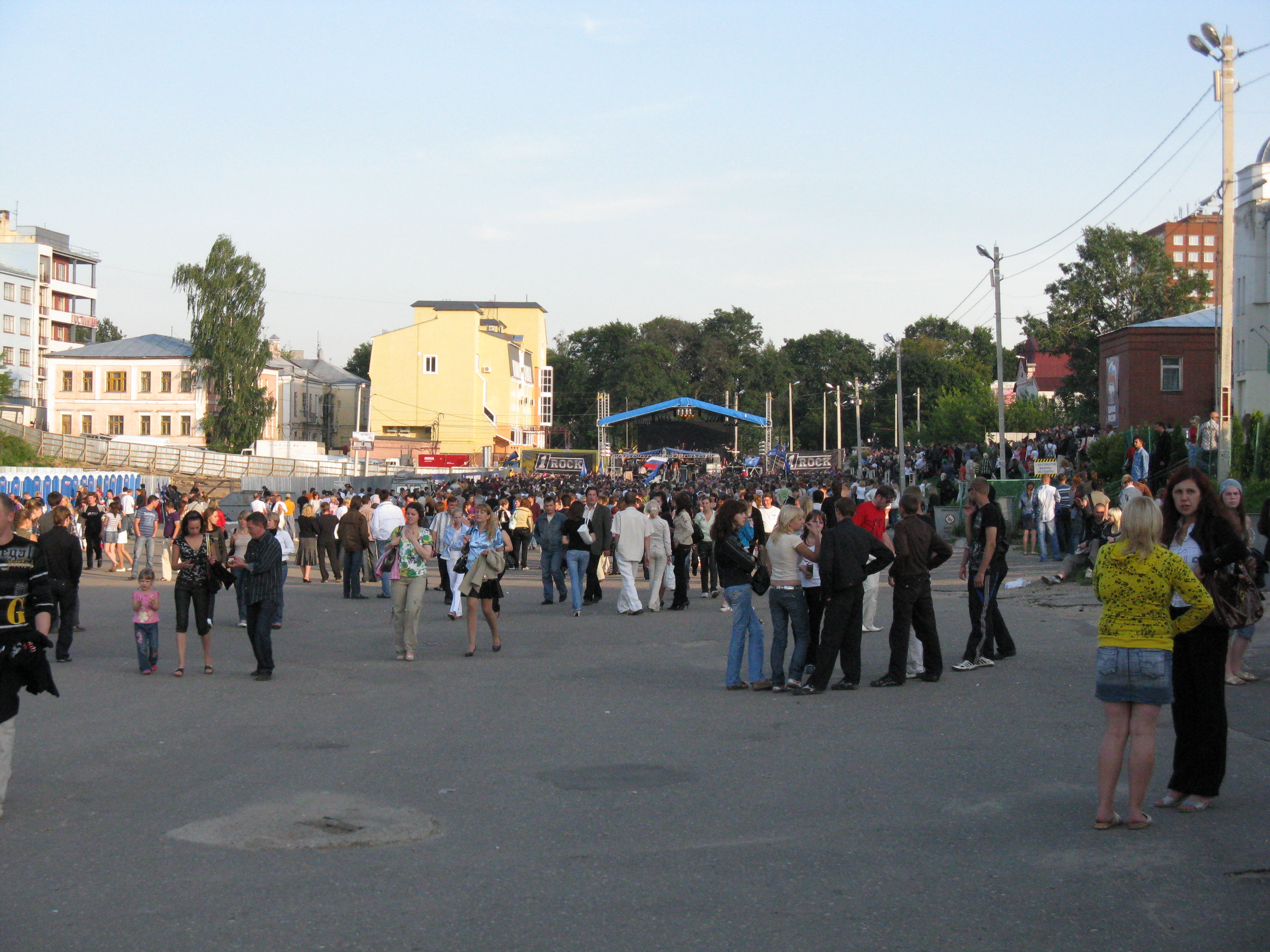
Бульвар Кокуй во время массовых гуляний.
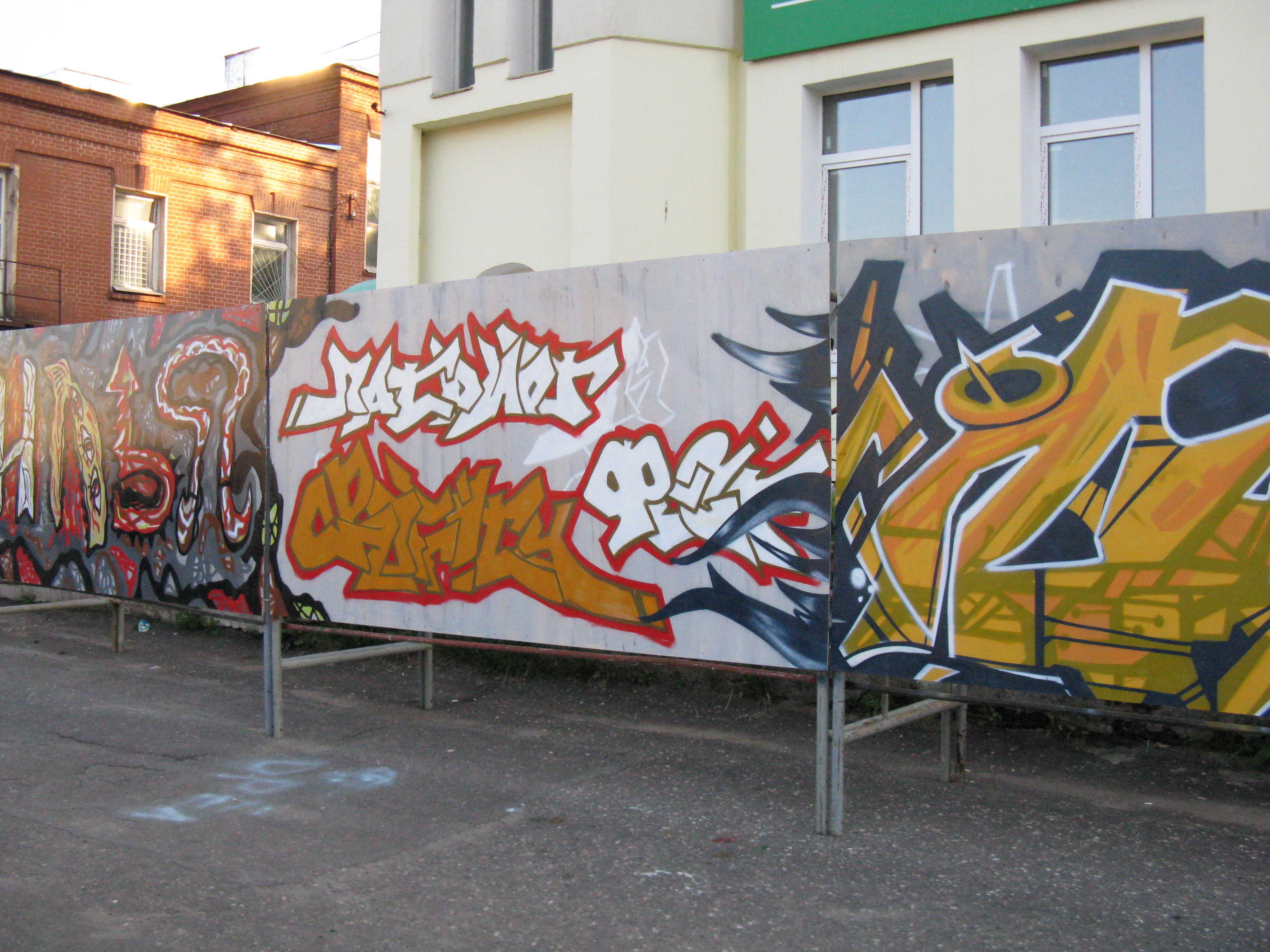
Конкурс граффити на бульваре Кокуй.